# Drnovice (powiat Vyškov)
Drnovice – miejscowość i gmina (obec) w Czechach, w kraju południowomorawskim, w powiecie Vyškov. W 2022 roku liczyła 2377 mieszkańców.